# Çağla Tokat
Çağla Tokat (1989) è una tuffatrice turca, specializzata nelle gare dal trampolino.

## Biografia
Ha rappresentato la nazionale turca ai campionati europei di nuoto di Eindhoven 2008, nel trampolino 1 metro, dove è stata eliminata con il ventiduesimo posto nel turno preliminare, e nel trampolino 3 metri, in cui ha concluso la gara al ventiquattresimo posto.
Agli europei di Budapest 2010 si è classificata ventisettesima nel trampolino 1 metro e ventitreesima nel trampolino 3 metri.